# Supachok Sarachat
Supachok Sarachat (tiếng Thái: สุภโชค สารชาติ, phát âm [sù(p).pʰā.tɕʰôːk sǎː.rā.tɕʰâːt]; sinh ngày 22 tháng 5 năm 1998) là một cầu thủ bóng đá chuyên nghiệp người Thái Lan thi đấu ở vị trí tiền vệ cho câu lạc bộ J1 League Hokkaido Consadole Sapporo và đội tuyển quốc gia Thái Lan.

## Đời sống cá nhân
Supachok có hai người em trai, trong đó có Suphanat Mueanta, cũng là một cầu thủ bóng đá thi đấu cho Buriram United ở vị trí tiền đạo và Chotika Mueanta, đang thi đấu tại học viện của Buriram United. Supachok dùng họ mẹ trong khi Suphanat và Chotika dùng họ cha.

## Sự nghiệp câu lạc bộ

### Buriram United
Năm 2015, lúc Supachok 17 tuổi, ra mắt cho đội một của Buriram United ở giai đoạn lượt về của Giải bóng đá Ngoại hạng Thái Lan 2015.

## Sự nghiệp quốc tế
Vào năm 2021, Supachok có tên trong đội hình Thái Lan tham dự Giải vô địch bóng đá Đông Nam Á 2020 bởi huấn luyện viên Alexandré Pölking, giải đấu mà anh lên ngôi vô địch và được vinh danh ở Đội hình của giải. Supachok cũng tham dự Giải vô địch bóng đá ASEAN 2024, anh cùng Thái Lan tiến tới chung kết giải nơi anh ghi một bàn trong trận lượt về trước Việt Nam và bàn thắng đó được chọn làm bàn thắng đẹp nhất trận chung kết lượt về. Tuy nhiên, bàn thắng của anh gây tranh cãi vì nó được triển khai từ một quả ném biên có được sau khi thủ môn của đội Việt Nam ném bóng ra ngoài để các nhân viên y tế trợ giúp cho một cầu thủ đang nằm sân trước đó.

## Thống kê sự nghiệp

### Quốc tế
Tính đến ngày 5 tháng 1 năm 2025
| Đội tuyển quốc gia | Năm       | Số trận | Bàn thắng |
| ------------------ | --------- | ------- | --------- |
| Thái Lan           | 2017      | 1       | 0         |
| Thái Lan           | 2019      | 7       | 2         |
| Thái Lan           | 2021      | 8       | 3         |
| Thái Lan           | 2022      | 4       | 1         |
| Thái Lan           | 2023      | 8       | 1         |
| Thái Lan           | 2024      | 9       | 3         |
| Thái Lan           | 2025      | 2       | 1         |
| Thái Lan           | Tổng cộng | 39      | 10        |

### Bàn thắng quốc tế
Bàn thắng của đội tuyển bóng đá quốc gia Thái Lan được ghi trước.
| #   | Ngày                 | Địa điểm                                                                   | Đối thủ            | Bàn thắng | Kết quả | Giải đấu                        |
| --- | -------------------- | -------------------------------------------------------------------------- | ------------------ | --------- | ------- | ------------------------------- |
| 1.  | 10 tháng 9 năm 2019  | Sân vận động Gelora Bung Karno, Jakarta, Indonesia                         | Indonesia          | 1–0       | 3–0     | Vòng loại FIFA World Cup 2022   |
| 2.  | 10 tháng 9 năm 2019  | Sân vận động Gelora Bung Karno, Jakarta, Indonesia                         | Indonesia          | 3–0       | 3–0     | Vòng loại FIFA World Cup 2022   |
| 3.  | 5 tháng 12 năm 2021  | Sân vận động Quốc gia, Singapore, Kallang, Singapore                       | Đông Timor         | 2–0       | 2–0     | AFF Cup 2020                    |
| 4.  | 11 tháng 12 năm 2021 | Sân vận động Quốc gia, Singapore, Kallang, Singapore                       | Myanmar            | 4–0       | 4–0     | AFF Cup 2020                    |
| 5.  | 29 tháng 12 năm 2021 | Sân vận động Quốc gia, Singapore, Kallang, Singapore                       | Indonesia          | 3–0       | 4–0     | AFF Cup 2020                    |
| 6.  | 25 tháng 9 năm 2022  | Sân vận động kỷ niệm 700 năm, Chiang Mai, Thái Lan                         | Trinidad và Tobago | 2–1       | 2–1     | Cúp Nhà vua 2022                |
| 7.  | 21 tháng 11 năm 2023 | Sân vận động Quốc gia, Kallang, Singapore                                  | Singapore          | 1–0       | 3–1     | Vòng loại FIFA World Cup 2026   |
| 8.  | 30 tháng 1 năm 2024  | Sân vận động Al Janoub, Al Wakrah, Qatar                                   | Uzbekistan         | 1–1       | 1–2     | AFC Asian Cup 2023              |
| 9.  | 6 tháng 6 năm 2024   | Sân vận động Trung tâm Thể thao Olympic Thẩm Dương, Thẩm Dương, Trung Quốc | Trung Quốc         | 1–0       | 1–1     | Vòng loại FIFA World Cup 2026   |
| 10. | 5 tháng 1 năm 2025   | Sân vận động Quốc gia Rajamangala, Băng Cốc, Thái Lan                      | Việt Nam           | 2–1       | 2–3     | Giải vô địch bóng đá ASEAN 2024 |

#### U-23
| Supachok Sarachat – bàn thắng cho U-23 Thái Lan | Supachok Sarachat – bàn thắng cho U-23 Thái Lan | Supachok Sarachat – bàn thắng cho U-23 Thái Lan    | Supachok Sarachat – bàn thắng cho U-23 Thái Lan | Supachok Sarachat – bàn thắng cho U-23 Thái Lan | Supachok Sarachat – bàn thắng cho U-23 Thái Lan | Supachok Sarachat – bàn thắng cho U-23 Thái Lan | Supachok Sarachat – bàn thắng cho U-23 Thái Lan |
| #                                               | Ngày                                            | Địa điểm                                           | Đối thủ                                         | Bàn thắng                                       | Kết quả                                         | Giải đấu                                        |                                                 |
| ----------------------------------------------- | ----------------------------------------------- | -------------------------------------------------- | ----------------------------------------------- | ----------------------------------------------- | ----------------------------------------------- | ----------------------------------------------- | ----------------------------------------------- |
| 1.                                              | 15 tháng 12 năm 2017                            | Buriram, Thái Lan                                  | Việt Nam                                        | 1–2                                             | 1–2                                             | M-150 Cup 2017                                  |                                                 |
| 2.                                              | 6 tháng 1 năm 2018                              | Thượng Hải, Trung Quốc                             | Úc                                              | 1–2                                             | 1–2                                             | Giao hữu                                        |                                                 |
| 3.                                              | 10 tháng 8 năm 2018                             | Pathum Thani, Thái Lan                             | Nepal                                           | 2–0                                             | 4–0                                             | Giao hữu                                        |                                                 |
| 4.                                              | 22 tháng 3 năm 2019                             | Sân vận động Quốc gia Mỹ Đình, Hà Nội, Việt Nam    | Indonesia                                       | 4–0                                             | 4–0                                             | Vòng loại giải vô địch bóng đá U-23 châu Á 2020 |                                                 |
| 5.                                              | 24 tháng 3 năm 2019                             | Sân vận động Quốc gia Mỹ Đình, Hà Nội, Việt Nam    | Brunei                                          | 1–0                                             | 8–0                                             | Vòng loại giải vô địch bóng đá U-23 châu Á 2020 |                                                 |
| 6.                                              | 28 tháng 11 năm 2019                            | Sân vận động tưởng niệm Rizal, Manila, Philippines | Brunei                                          | 0–7                                             | 0–7                                             | SEA Games 2019                                  |                                                 |
| 7.                                              | 8 tháng 1 năm 2020                              | Sân vận động Rajamangala, Băng Cốc, Thái Lan       | Bahrain                                         | 2–0                                             | 5–0                                             | Giải vô địch bóng đá U-23 châu Á 2020           |                                                 |

## Thành tích
Buriram United
- Thai League 1: 2015, 2017, 2018, 2021–22
- Cúp FA Thái Lan: 2015, 2021–22
- Cúp Liên đoàn bóng đá Thái Lan: 2015, 2016, 2021–22
- Thailand Champions Cup: 2019
- Cúp Ngoại hạng Toyota: 2016
- Giải bóng đá vô địch các câu lạc bộ sông Mê Kông: 2015, 2016

Thái Lan
- Giải vô địch bóng đá Đông Nam Á: 2020

Cá nhân
- Cầu thủ trẻ của năm FA Thailand: 2017
- Giải vô địch bóng đá Đông Nam Á 2020: Đội hình của giải[7]